# Erika (chanteuse ukrainienne)
 (juillet 2024).
Si vous disposez d'ouvrages ou d'articles de référence ou si vous connaissez des sites web de qualité traitant du thème abordé ici, merci de compléter l'article en donnant les références utiles à sa vérifiabilité et en les liant à la section « Notes et références ».
 (juillet 2024).
- Si vous ne connaissez pas le sujet, laissez ce bandeau (vous pouvez alors contacter les auteurs).
- Si vous supprimez le contenu mis en cause (vous pouvez préalablement contacter les auteurs),

argumentez précisément cette suppression dans la page de discussion
(un manque de référence n'est pas un argument ; une recherche réelle de référence doit avoir été effectuée, être formellement documentée).
Pour les articles homonymes, voir Erika.
Erika (en ukrainien Еріка), de son vrai nom Anastasiya Kotchetova, née le 13 avril 1989 à Tchervonohrad dans l'oblast de Lviv en Ukraine, est une chanteuse ukrainienne qui a participé à la troisième saison de la Fabrika Zirok (Star Academy en Ukraine). Elle a fait partie des 8 finalistes mais n'a obtenu que la 6e place laissant la victoire à Stas Shurins.

## Biographie
Erika a passé son enfance principalement chez ses grands-parents à Tcheliabinsk en Russie. Déjà enfant, Erika chante et rêve de ressembler à ses idoles : Jennifer Holliday, Eva Cassidy, Robin Thicke. Sur la scène à l'âge de sept ans, elle est la lauréate de nombreux concours ukrainiens et internationaux. Elle a également participé au festival «vacances de Noël" à Lviv, qu'elle a remporté.

## Fabrika Zirok3
En 2009, Erika est devenue membre de l'émission populaire Fabrika Zirok 3. Déjà lors du premier concert, le jury a décidé que Erika n'est pas aussi bonne que les autres mais ceux-ci ayant une opinion différente, ils décident de la repêcher et elle a donc pu rester dans le projet et à même réussi à atteindre la finale où elle a remporté la 6e place. C'est Stas Shurins qui remporte cette troisième saison et étant en couple avec lui, ils forment le groupe St'ereo. Lors de l'émission, Erika et Stas Shurins se sont séparés mettant fin également au groupe St'ereo. Aujourd'hui, après des rapports tendus, Erika et Stas ont une relation amicale.

## Fabrika.Superfinal
En mars 2010, selon les résultats du vote par Internet, Erika a intégré la Fabrika.Superfinal. Cette émission reprend le même principe que Fabrika Zirok mais elle réunit les meilleurs élèves des trois saisons. Pour la deuxième fois, Erika atteint la finale face à Oleksi Matias et Dmitri Kadian mais elle n'obtient que la seconde place derrière Oleksi Matias qui remporte le projet.

## Pseudonyme
En 2016, elle prend le pseudonyme MamaRika.

## Album
- 2012 Paparatstsi (Папарацци)

## Single
- 2009 Nema Obraz (Нема образ)
- 2009 Niè Vmestiè (Не вместе) - Avec Stas Shurins
- 2010 Devushka moeï metchti (Девушка моей мечты)
- 2010 Tri Zori (Три зорі)
- 2010 Ne Tormozi (Не тормози)
- 2011 S pervogo vzglyada (С первого взгляда)
- 2011 Dusha (Душа)
- 2011 Smaïlik (Смайлик)
- 2011 Kovboï (Ковбой)
- 2012 Paparatstsi (Папарацци)
- 2012 Posledniï Raz (Последний раз)
- 2012 Pod Snejnim serebrom (Под снежным серебром)
- 2013 Nebo Popolam (Небо пополам)
- 2013 S pervogo vzglyada Réedit RMX (С первого взгляда)
- 2013 Serdtse (Сердце)

## Clip
- 2010 Niè Tormozi
- 2011 Dusha (avec Motorrola)
- 2011 Smaïlik
- 2011 Kovboï
- 2012 Paparatstsi
- 2012 Posledniï Raz
- 2012 Pod Snejnim serebrom
- 2013 Nebo Popolam
- 2013 S pervogo vzglyada Réedit RMX